# John B. Calhoun
Pour les articles homonymes, voir Calhoun.
John B. Calhoun, né le 11 mai 1917 et décédé le 7 septembre 1995, est un éthologue américain qui étudie les effets de la surpopulation sur le comportement animal.
Le thème principal de ses recherches est initié lorsqu'il découvre par hasard l'effet du stress causé par la densité comme cause de maladies infectieuses chez les bœufs musqués sauvages.
En 1958, il montre une dégradation de la structure sociale de souris de laboratoire lorsque ces animaux devenaient trop nombreux. Leur ordre hiérarchique était bouleversé, des conflits pour la nourriture avaient lieu malgré un approvisionnement abondant, une élévation de la mortalité infantile était observée, et une agressivité et une activité sexuelle aberrante chez les mâles étaient constatées. Il aboutit en 1962 à la notion de « cloaque comportemental ».